# Don't be discouraged
《don't be discouraged》是日本女性聲優林原惠的第15張單曲。1997年4月23日由STARCHILD（King Records旗下公司）發行。

## 解說
同名標題曲「don't be discouraged」是聲優林原惠主演1997年4月至9月在東京電視台播出的電視動畫《秀逗魔導士TRY》選用的片尾主題曲。至於B面歌曲「Breeze」同樣也被選為同名電視動畫的片頭主題曲使用。還有，該單曲在發行後的首週就登上Oricon排行榜中的最高排名第4名，因此同時確立了林原惠在當時聲優業界的地位，並且把身為聲優系歌手的她帶到事業的最高峰。
此外，該單曲是林原惠在1990年之後以個人名義發行的單曲中，首次登上Oricon排名時就創下超過10萬張銷售量的單曲，僅次於上一張單曲（和個人的代表歌曲）《Give a reason》。但是外界認為「Give a reason」較有該動畫系列帶來的性質和治癒感。並在同名動畫播出期間獲得1997年5月份金唱片的認定。

## 收錄歌曲
所有歌曲由佐藤英敏作曲，添田啓二編曲。
1. don't be discouraged [4:09]
  - 作詞：MEGUMI
  - 東京電視台電視動畫《秀逗魔導士TRY》片尾主題曲
  - 後在2006年發行林原惠她的第33張單曲《meet again》以B面歌曲的方式再收錄。
2. Breeze [4:23]
  - 作詞：有森聰美（日语：有森聡美）
  - 東京電視台電視動畫《秀逗魔導士TRY》片頭主題曲
3. don't be discouraged（off vocal）
4. Breeze（off vocal）

## 收錄專輯
| 曲名                 | 收錄專輯              | 發行日期      | 備註                                         |
| -------------------- | --------------------- | ------------- | -------------------------------------------- |
| don't be discouraged | 《feel well》         | 2001年12月5日 | 林原惠的第27張單曲                           |
| don't be discouraged | 《feel well》         | 2002年6月26日 | 林原惠的第10張原創專輯                       |
| don't be discouraged | 《秀逗魔導士MEGUMIX》 | 2008年6月25日 | 集結林原惠與《秀逗魔導士》相關歌曲的精選專輯 |
| don't be discouraged | 《VINTAGE White》     | 2011年6月11日 | 林原惠的第3張精選專輯                        |
| Breeze               | 《Plain》             | 2007年4月21日 | 林原惠的第12張原創專輯                       |
| Breeze               | 《秀逗魔導士MEGUMIX》 | 2008年6月25日 | 集結林原惠與《秀逗魔導士》相關歌曲的精選專輯 |

## 腳註

### 資料來源
1. 1 2  來自日本唱片協會《THE RECORD》No.452（1997年7月號）的資料。
2. 1 2 3  . amazon.co.jp.   [2018-12-03]. （原始内容存档于2018-12-04） （日语）.